# 學院橋

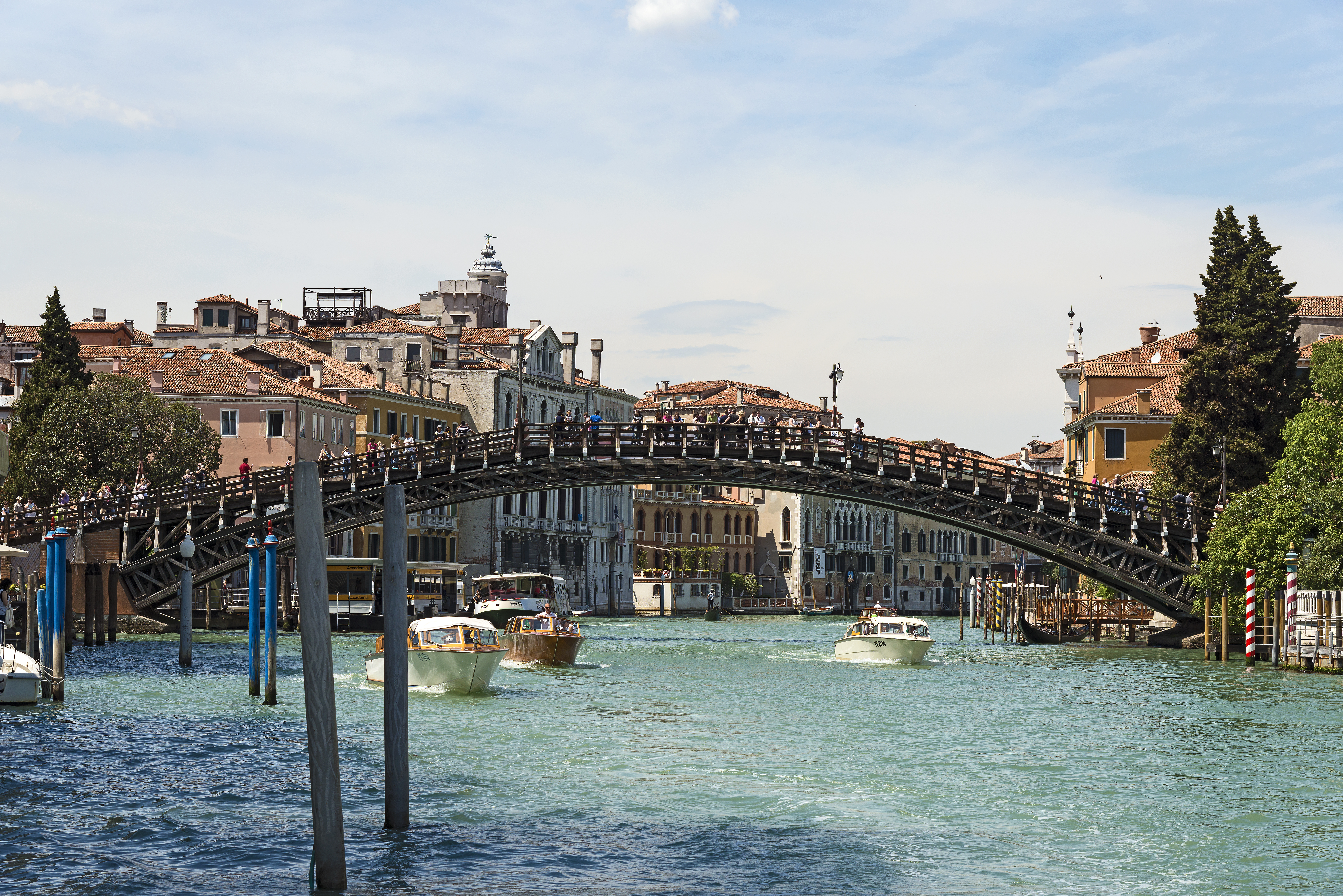
學院橋

學院橋（義大利語：Ponte dell'Accademia）是義大利威尼斯的四座橫跨大運河的橋樑之一，位於大運河南部的尾端。學院橋直到1854年才建造完成，原本是由鋼所構成的，不過在被破壞之後，學院橋在1930年代被重建成一座木橋。後來這座重建的學院橋因為結構不穩，所以在1985年再度被重建。

## 外部連結
- Satellite image from Google Maps
- Entry on Placeopedia（页面存档备份，存于）

45°25′54″N 12°19′44″E / 45.43167°N 12.32889°E